# Herbault
Herbault é uma comuna francesa na região administrativa do Centro, no departamento Loir-et-Cher. Estende-se por uma área de 13,04 km². Em 2010 a comuna tinha 1 248 habitantes (densidade: 95,7 hab./km²).